# Бізнес-омбудсмен
Бі́знес-омбудсме́н — в Україні — посадова особа, що займається захистом інтересів як українських, так і іноземних підприємств, що ведуть бізнес в Україні, перед органами публічної влади. Бізнес-омбудсмен виступає інструментом вирішення конфліктів і суперечок між владою і бізнесом, медіатором між державою та бізнес-середовищем. Він діє з метою сприяння прозорості діяльності органів державної влади, запобігання корупційним діянням та/або іншим порушенням законних інтересів підприємців.
Рада бізнес-омбудсмена (РБО) в Україні є незалежним консультативно-дорадчим органом, створеним у 2014 році за участю ЄБРР, ОЕСР, провідних українських бізнесасоціацій та Уряду. РБО приймає скарги підприємців на неправомірні дії держорганів.

## Заснування
Дискусії про імплементацію інституту бізнес-омбудсмена тривали в Україні з осені 2012 року.
Аналогічні органи існують у США, Росії, Грузії.
Уряд України та ЄБРР 12 травня 2014 року підписали Меморандум про взаєморозуміння для української антикорупційної ініціативи, що передбачає створення інституту бізнес-омбудсмена. ЄБРР має намір виділяти щорічно 1,5 млн євро для фінансування офісу омбудсмена.
Бізнес-омбудсменом може бути іноземець.

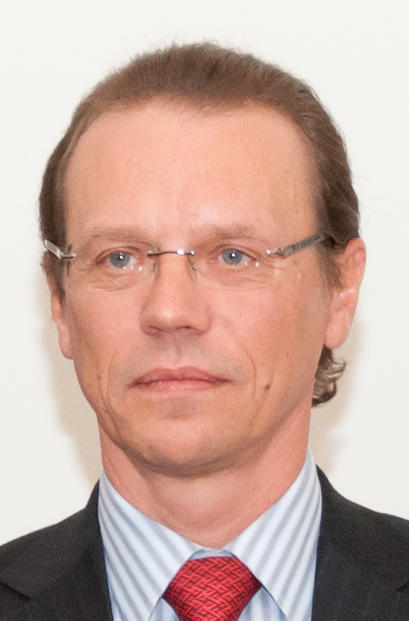
Альгірдас Шемета

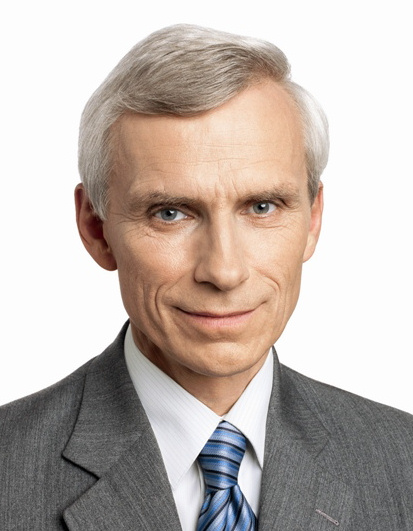
Марцін Свенцицький

З 10 грудня 2014 року посаду бізнес-омбудсмена обійняв Альгірдас Шемета — литовський і європейський політик, колишній міністр фінансів Литви, європейський комісар з бюджету та фінансового планування (2009—2010), європейський комісар з оподаткування, митного союзу, аудиту та боротьби з шахрайством (2010—2014).
Деякі бізнесові кола ставляться до цієї посади з певним скепсисом, оскільки у бізнес-омбудсмена, на їхню думку, замало повноважень. Тому діяльність бізнес-омбудсмена пропонується врегулювати законом.
Наступним бізнес-омбудсменом з 12 жовтня 2019 став польський політик та економіст Марцін Свенцицький.
Після Свенцицького на посаду бізнес-омбудсмена 9 грудня 2021 було призначено канадського дипломата українського походження, колишнього посла Канади в Україні Романа Ващука (Контракт Свенцицького тривав до 31 грудня 2021).

## Рада бізнес-омбудсмена
У жовтні 2014 року Міністерство економічного розвитку і торгівлі України ініціювало створення Ради бізнес-омбудсмена для покращення здійснення підприємницької діяльності.
Положення про Раду схвалене постановою Кабінету Міністрів України від 26 листопада 2014 р. № 691.
Рада бізнес-омбудсмена  — незалежний, постійно діючий консультативно-дорадчий орган Кабінету Міністрів України. Рада представляє та захищає інтереси українського бізнесу у державних органах.
Основним завданнями Ради є:
1. підготовка під керівництвом сторін Меморандуму пропозицій до законопроєкту щодо утворення установи бізнес-омбудсмена;
2. прийняття та розгляд скарг від суб'єктів підприємництва на дії або бездіяльність, зокрема рішення органів державної влади та органів місцевого самоврядування, суб'єктів господарювання, що належать до сфери їх управління, а також їх посадових осіб;
3. надання органам державної влади та органам місцевого самоврядування рекомендацій щодо державної політики у сфері підприємницької діяльності;
4. надання органам державної влади та органам місцевого самоврядування рекомендацій щодо удосконалення та оптимізації процедур та/або способу, у який вони виконують свої повноваження, провадять підприємницьку чи іншу діяльність.

Керівним органом Ради є наглядова рада. Наглядова рада складається з уповноважених представників групи сторін:
- блок 1 — Кабінет Міністрів України;
- блок 2 — міжнародні фінансові установи (Європейський банк реконструкції та розвитку, Організація економічного співробітництва та розвитку);
- блок 3 — бізнес-асоціації (Американська торговельна палата в Україні, Європейська Бізнес Асоціація, Федерація роботодавців України, Торгово-промислова палата України, Український союз промисловців і підприємців).

Рада бізнес-омбудсмена фінансується через мультидонорський рахунок ЄБРР, відкритий у 2014 році задля створення сприятливих умов ведення бізнесу для українських підприємців. Донорами є: Данія, Фінляндія, Німеччина, Японія, Нідерланди, Швеція, Швейцарія, Велика Британія, США, Італія та Норвегія. Утворення Ради спільно погоджено Кабінетом Міністрів України, Європейським банком реконструкції та розвитку, Організацією економічного співробітництва та розвитку, Європейською бізнес асоціацією, Американською Торговельною Палатою, Федерацією роботодавців України, Торгово-Промисловою Палатою України, Українським союзом промисловців і підприємців.

## Склад ради
Раду очолює бізнес-омбудсмен. До складу Ради входять:
- бізнес-омбудсмен (зараз — Роман Ващук);
- два його заступники (зараз — Ярослав Грегірчак і Тетяна Коротка[14]);
- працівники, яких Рада може відповідно до її потреб наймати на роботу (Секретаріат). Серед них інспектори, директор з комунікацій, адміністрація[15].

### Ярослав Грегірчак
Грегірчак Ярослав Іванович — заступник бізнес-омбудсмена України з травня 2015 року. Ярослав розробляє системні рекомендації органам державної влади, а також відповідає за проведення розслідувань. Ярослав керує та координує роботу команди з 6 [Архівовано 11 грудня 2021 у Wayback Machine.] інспекторів Ради з розслідування проявів недобросовісної поведінки з боку державних органів, яка міститься в скаргах бізнесу. Ярослав підготував 8 системних звітів, які стосуються сфер, які негативно характеризують бізнес-середовища в Україні (включно з роботою, спрямованою на виконання відповідних системних рекомендацій). Мова йде про наступні сфери/теми, які є проблемними для бізнесу: адміністрування податків (2015 і 2020); зловживання і тиск правоохоронних органів (2016); боротьба з рейдерством (2017); проблеми на митниці (2018); адміністративне оскарження (2019); захист і контроль за конкуренцією (2016); та приєднання до електропостачання (2015) [Архівовано 21 травня 2021 у Wayback Machine.].
Ярослав Грегірчак бере активну участь у роботі, спрямованій на прийняття законопроєкту «Про Установу бізнес-омбудсмена в Україні» Верховною Радою України (ВРУ).
- 2019 і 2020 – входить до переліку 10 юристів, найбільш активних в суспільно-політичному житті України
- У 2020 – став стипендіатом Німецького фонду Маршалла Сполучених Штатів (набір 2020-21) /Fellow of the German Marshall Fund of the United States (Washington, DC)
- З 2016 – є дійсним членом-кореспондентом Королівського Інституту Арбітрів (Лондон, Англія)/ Fellow at the Chartered Institute of Arbitrators (FCIArb) License Membership №: 353339

### Тетяна Коротка
Коротка Тетяна Анатоліївна — заступниця бізнес-омбудсмена України з травня 2015 року. Тетяна відповідає за проведення розслідувань у розгляді скарг бізнесу та розробку системних рекомендацій для українських державних органів та підприємств. Тетяна Коротка є автором 8 системних звітів Ради: впровадження реформи контролюючих органів; великі проблеми малого бізнесу; створення умов для залучення інвестицій в будівництві; проблемні питання зовнішньо-економічної діяльності в Україні; проблеми підприємницької діяльності, пов'язані із воєнними діями на Сході України та анексією Криму; природні монополісти vs конкурентний бізнес;  взаємодія уряду та бізнесу з місцевими органами влади і проблеми бізнесу в сфері трудових відносин.
2020 — нагороджена Президентом Італійської Республіки орденом Зірки Італії.

## Спеціалізації
- Розгляд скарг бізнесу на державні/ підконтрольні державі компанії та чиновників
- Проведення розслідувань
- Зв'язки з державними органами

## Процедура розгляду скарг
Скаргу до Ради бізнес-омбудсмена може подати будь-яка фізична або юридична особа, що провадить підприємницьку діяльність в Україні. Бізнес-омбудсмен також може розпочати власне розслідування, якщо дізнається про порушення з будь-яких інших джерел.
Бізнес-омбудсмен не розглядає скарги стосовно справ, що знаходяться на судовій стадії чи в арбітражі, щодо справ, які вже розглянуті судом чи арбітражем, а також скарги приватного бізнесу один на одного. Омбудсмен також не розглядає скарги, коли сторона, яка зазнала впливу недобросовісної поведінки не вичерпала принаймні одну інстанцію адміністративного оскарження, доступного такій стороні згідно із чинним законодавством та внутрішніми правилами сторони, щодо якої подана скарга.

## Діяльність бізнес-омбудсмена
Бізнес-омбудсмен приймає тільки скарги на дії державних органів, а не приватного бізнесу. Відповідно до Регламенту установи, Рада бізнес-омбудсмена — досудовий орган, який не розглядає спори, якщо вони паралельно розглядаються в судах.
За підсумками 5 років роботи, скарги на органи державної влади (всього 7205) розподілилися таким чином:
57 % — податкові питання;
13 % — дії правоохоронців;
8 % — дії державних регуляторів,
5 % — дії органів місцевого самоврядування
4 % — митні питання.
За цей час бізнес-омбудсмен допоміг підприємцям відшкодувати та заощадити понад 18 млрд грн.
| Кількість отриманих скарг | Прямий фінансовий ефект (₴) |

З початку роботи, станом на червень 2020 РБО в Україні розглянула понад 7000 звернень від бізнесу та допомогла підприємцям припинити сотні випадків зловживань держслужбовців, закрити десятки незаконних кримінальних справ, отримати ліцензії та дозволи. Крім цього, Рада бізнес-омбудсмена допомогла повернути компаніям 18,2 млрд грн. Понад 95 % заявників, які відповіли на запит зворотнього зв'язку, залишилися задоволеним співпрацю з Радою.
РБО надає свої послуги безкоштовно, що особливо важливо для представників малого та середнього бізнесу від яких надійшло 72 % від усіх скарг. Від представників українського бізнесу отримали 83 % скарг і, відповідно, 17 % — від представників бізнесу з іноземними інвестиціями.
Організація розглядає скарги щодо можливого вчинення корупційних дій органів державної влади та органів місцевого самоврядування, суб'єктів господарювання, що перебувають у сфері їх управління, та їхніх посадових осіб. Також вона проводить розслідування цих ситуацій і дає рекомендації. За свідченням Романа Ващука, близько 70% цих рекомендацій отримують позитивне реагування. Також омбудсмен може давати рекомендації щодо системних випадків до міністерств і відомств: нещодавно такі рекомендації були надані до Мінекономіки щодо дерегуляції деяких їхніх процедур, інші до Мінфіну щодо роботи митниці. Також Рада омбудсмена розголошує випадки недобросовісної поведінки державних органів.
За підсумками 2015-2023 років з трохи більше ніж 11 тис. скарг 7,5 тис. закрито; 89% рекомендацій бізнес-омбудсмена виконано державою; 97% скаржників залишились задоволеними співпрацею, і прямий фінансовий ефект становив 25 млрд грн, що в 20-30 разів перевищує кошти, витрачені міжнародними донорами на діяльність самої організації.